# Brücke der nationalen Einheit
Die Brücke der nationalen Einheit (auch: Brücke des nationalen Zusammenhalts, ungarisch Nemzeti összetartozás hídja) ist eine Fußgängerbrücke in Sátoraljaújhely im Nordosten Ungarns.
Die Brücke ist mit einer Spannweite von 723 m die längste Seilbrücke der Welt.
Das 2024 eröffnete Bauwerk ist Teil des Zemplén-Abenteuerparks und verbindet die Berge Szárhegy und Várhegy im  Tokajer Gebirge.